# 兵庫県立東播工業高等学校
兵庫県立東播工業高等学校（ひょうごけんりつ とうばんこうぎょうこうとうがっこう）は、兵庫県加古川市東神吉町神吉にある公立工業高等学校。
市内唯一の工業高校である。
加古川市・高砂市から通学する生徒が4分の3を占める。
通称は播工（ばんこう）・または、東播（とうばん）。

## 沿革
- 1964年 - 開校

## 設置学科
１・2・3年
- 機械科
  - （1・2組）
- 電気科
  - （3・4組）
- 建築科
  - 5組
- 土木科
  - 6組

### 学科数の変遷
昭和39年度
- 土木科・電気科・機械科各1クラス

昭和40年度
- 土木科・電気科・機械科各2クラス

昭和41年度〜昭和44年度
- 土木科・電気科各2クラス、機械科4クラス

昭和45年度〜平成6年度
- 土木科2クラス（1・2組）、電気科2クラス（3・4組）、機械科4クラス（5〜8組）、建築科1クラス（9組）

平成7年度〜平成14年度
- 土木科1クラス（1組）、電気科2クラス（3・4組）、機械科4クラス（5〜8組）、建築科1クラス（9組）

平成15年度〜平成19年度
- 機械科3クラス、電気科2クラス、建築科・土木科各1クラス

平成20年度以降
- 機械科・電気科各2クラス、建築科・土木科各1クラス

## 卒業生
- 谷口智昭 - ラグビー選手。ラグビー日本代表。